# Sint-Gerardus Majellakerk (Anderlecht)

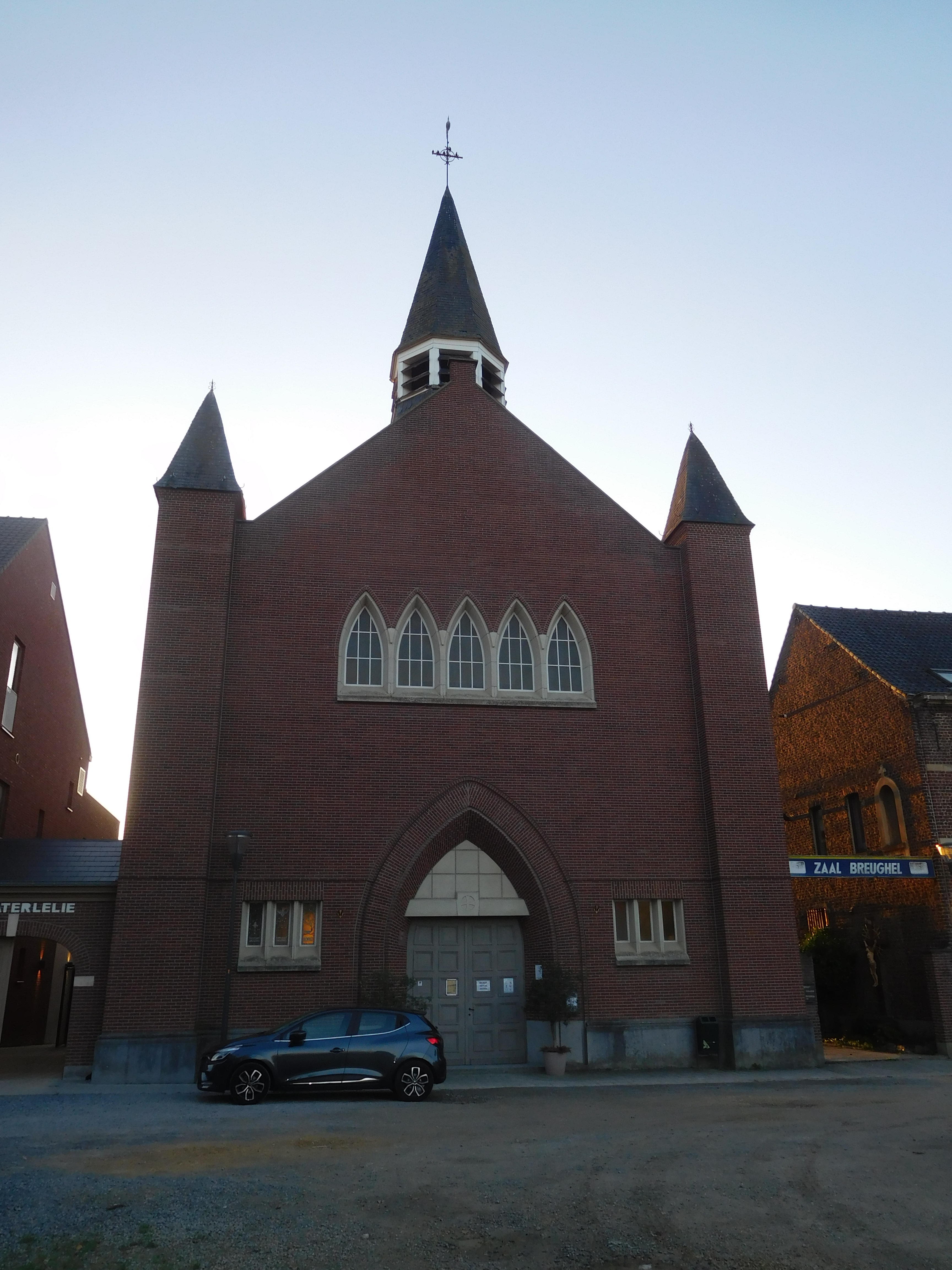
De Sint-Gerardus Majellakerk, te Neerpede (Anderlecht)

De Sint-Gerardus Majellakerk (Frans: église Saint-Gérard-Majella) is een kerkgebouw gelegen aan de Bloeistraat 37 in de Anderlechtse wijk Neerpede. Opgericht voor de Rooms-Katholieke eredienst, is het gebouw ter beschikking gesteld van de Pools-Orthodoxe gemeenschap.

## Geschiedenis
De parochie werd opgericht in 1914. De pastoor, Fons Celens, stichtte naast de kerk nog een klooster van de Zusters Annunciaten die uit Huldenberg afkomstig waren. De kapel van het klooster werd in 1917 ingewijd. Ook enkele scholen en een pastorie werden gebouwd. Voorts een Lourdesgrot en een Heilig Hartbeeld werden opgericht. Het Heilig Hartbeeld is voorzien van gedenkstenen voor de gevallenen in de Eerste en Tweede Wereldoorlog. Het klooster bleef als zodanig bestaan tot 1967, toen de laatste zusters vertrokken.
De kerk was na de Tweede Wereldoorlog nogal vervallen en werd in 1952 herbouwd. Het is een bakstenen gebouw met spitsbogige toegangsdeur en vensters, omlijst met beton. De voorgevel wordt geflankeerd door twee torenachtige bouwsels onder tentdak, en ze wordt bekroond door een achthoekig klokkentorentje.
In het koor zijn drie kleurige glas-in-loodramen te vinden waarop onder meer Gerardus Majella staat afgebeeld. Bij het doopvont is een drietal meer abstracte glas-in-loodramen te zien met als thema: "Lumen", "Caritas", "Castitas" (licht, naastenliefde, kuisheid).
Ook de kloosterkapel is nog als kapel in gebruik, terwijl het eigenlijke klooster aan particulieren werd verkocht.